# 유대 타트어
유대 타트어(Judeo-Tat) 또는 주후리어(Cuhuri, Жугьури, ז׳אוּהאוּראִ)는 아제르바이잔과 러시아령 북캅카스 지역, 그리고 현재는 이스라엘에도 거주하는 산악 유대인들이 전통적으로 사용하는 유대 페르시아어 방언의 일종이다. 인도유럽어족 이란어군의 남서이란어군에 분류되며, 다만 히브리어로부터 강한 영향을 받았다. '주후리'(Juhuri)라는 이칭은 유대인을 의미한다.
같은 지역에서 무슬림 타트인들이 이란어의 일종인 타트어를 사용하는데, 과거 소련 역사학계에서 산악 유대인들이 이 타트인 집단에 속하는 것으로 잘못 분류되었다. 다만 두 집단은 옛 페르시아 제국의 같은 지역에서 유래하였을 것으로 추정된다.
유대 타트어는 모든 언어학적 층위에 셈어적 요소를 보존하고 있다. 특히 유대 타트어는 유성 인두 접근음 즉 아인(ayin, ع/ע)을 유지하고 있는데, 이 음소는 아랍어와 같은 셈어족 언어의 특징적 요소로 여겨지나 현대 히브리어에서는 더 이상 발견되지 않는다. 유대 타트어 주변의 언어들에서도 이 음소는 발견되지 않는다.

## 같이 보기
- 유대 페르시아어
- 타트어